# Lee Bergere
Lee Bergere, nato Solomon Bergelson (Brooklyn, 10 aprile 1918 – Fremont, 31 gennaio 2007), è stato un attore statunitense.

## Filmografia parziale

### Cinema
- Spie oltre il fronte (In Enemy Country), regia di Harry Keller (1968)
- Bob & Carol & Ted & Alice, regia di Paul Mazursky (1969)
- Time Trackers, regia di Howard R. Cohen (1989)

### Televisione
- Men of Annapolis – serie TV, episodio 1x22 (1957)
- Una donna poliziotto (Decoy) – serie TV (1958)
- The Alaskans – serie TV, episodio 1x27 (1960)
- Ricercato vivo o morto (Wanted: Dead or Alive) – serie TV, episodio 3x07 (1960)
- The New Breed – serie TV, episodio 1x09 (1961)
- Perry Mason – serie TV (1963-1965)
- Il ragazzo di Hong Kong (Kentucky Jones) – serie TV, episodio 1x08 (1964)
- Mona McCluskey – serie TV (1965)
- Codice Gerico (Jericho) – serie TV, episodio 1x04 (1966)
- Il ladro (T.H.E. Cat) – serie TV, episodio 1x02 (1966)
- I guerriglieri dell'Amazzonia – film TV (1967)
- Mannix – serie TV (1968)
- Missione impossibile (Mission: Impossible) – serie TV (1967-1969)
- Star Trek – serie TV, episodio 3x22 (1969)
- Giovani avvocati (The Young Lawyers) – serie TV, episodio 1x08 (1970)
- Gli eroi di Hogan (Hogan's Heroes) – serie TV (1966-1971)
- The Doris Day Show – serie TV (1972-1973)
- L'uomo da sei milioni di dollari: vino, donne e guerra – film TV (1973)
- Hotel Baltimore – serie TV (1975)
- Evening in Byzantium – serie TV (1978)
- Bolle di sapone (Soap) – serie TV (1978)
- Dynasty – serie TV (1981-1983)
- Nord e Sud – miniserie TV (1985)
- Dream West – serie TV (1986)
- La signora in giallo (Murder, She Wrote) – serie TV, episodio 4x01 (1987)
- Falcon Crest – serie TV (1989)